# Mendeleev (cráter)

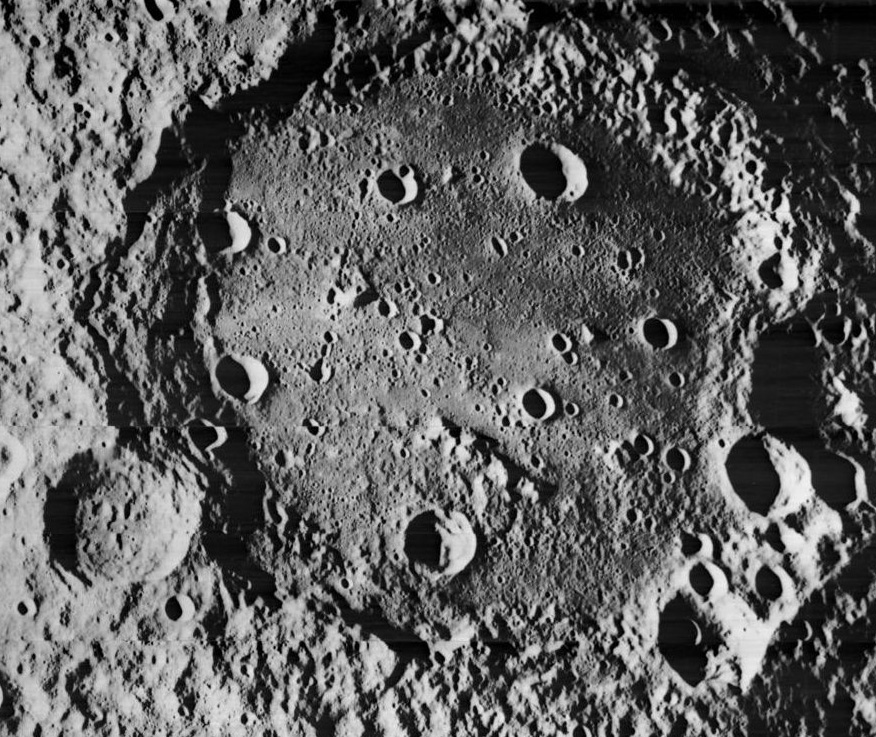
Imagen de la misión Lunar Orbiter 1

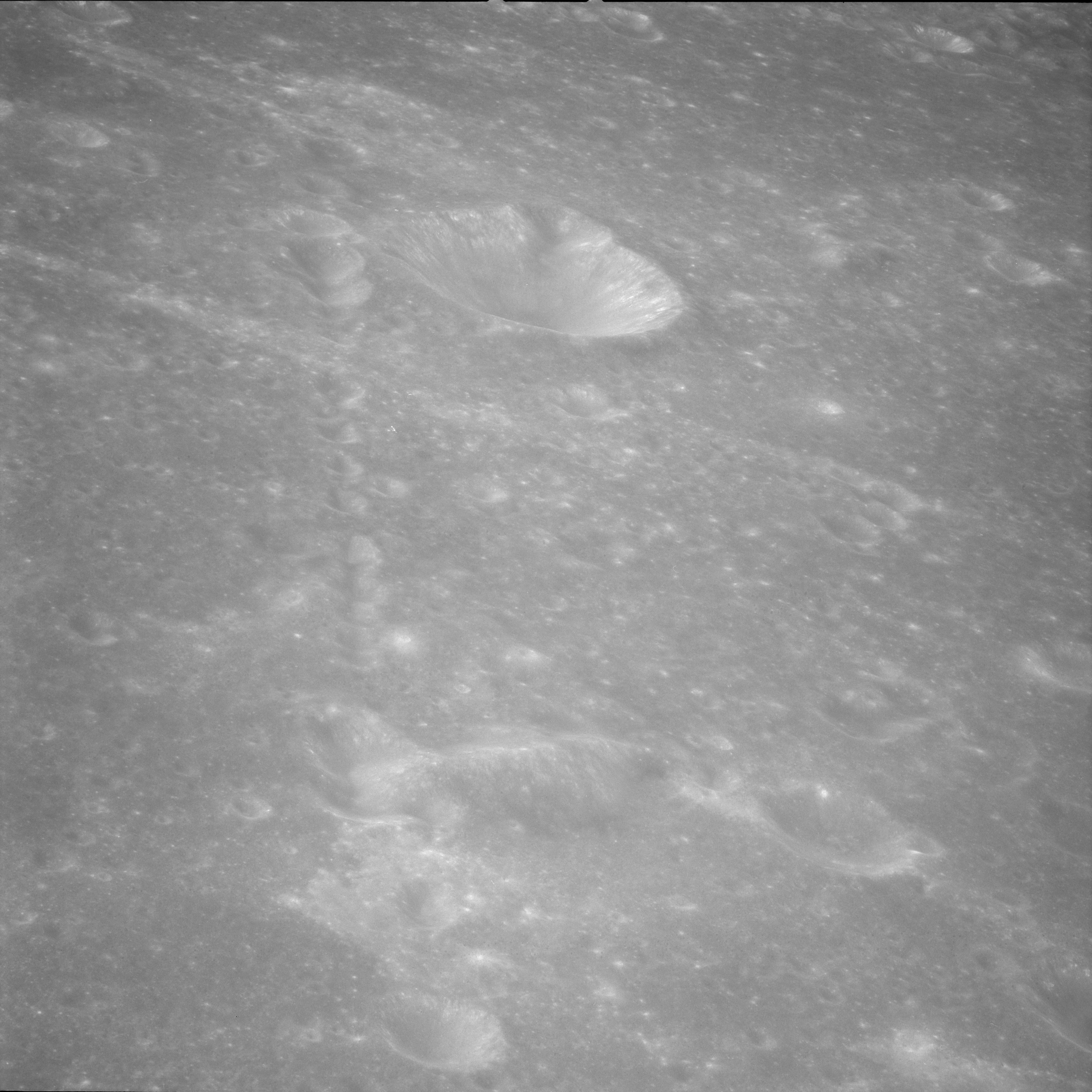
Vista oblicua de la Catena Mendeleev desde el Apollo 11. El cráter Richards aparece por encima del centro. Foto NASA.

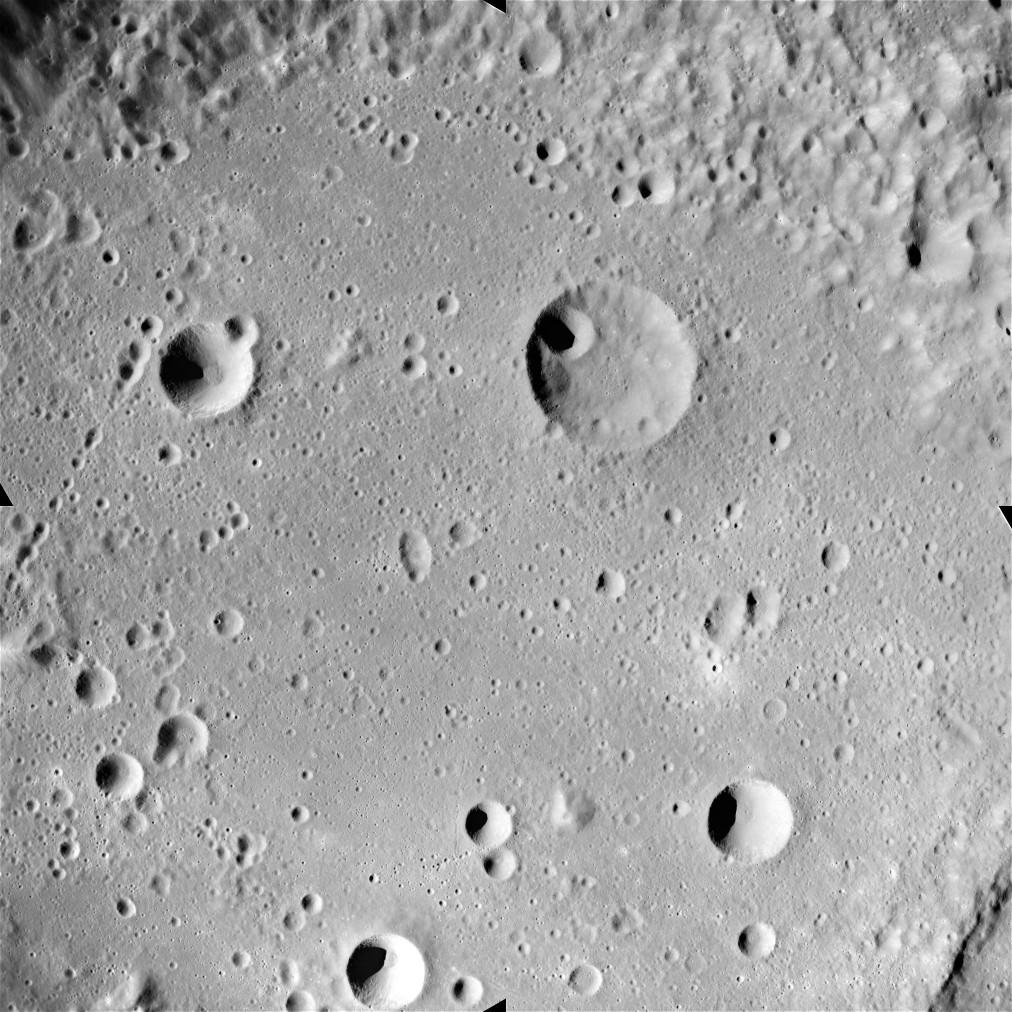
Fotografía de la misión Apolo 16

Mendeleev es un gran cráter de impacto que se encuentra en la cara oculta de la Luna, por lo que no es visible desde la Tierra. El borde sur de esta llanura amurallada atraviesa el ecuador lunar. Invadiendo el borde oriental de Mendeleev se halla el cráter Schuster. Casi en el lado opuesto, el cráter Hartmann, más pequeño, se introduce en sector oeste-suroeste del brocal.

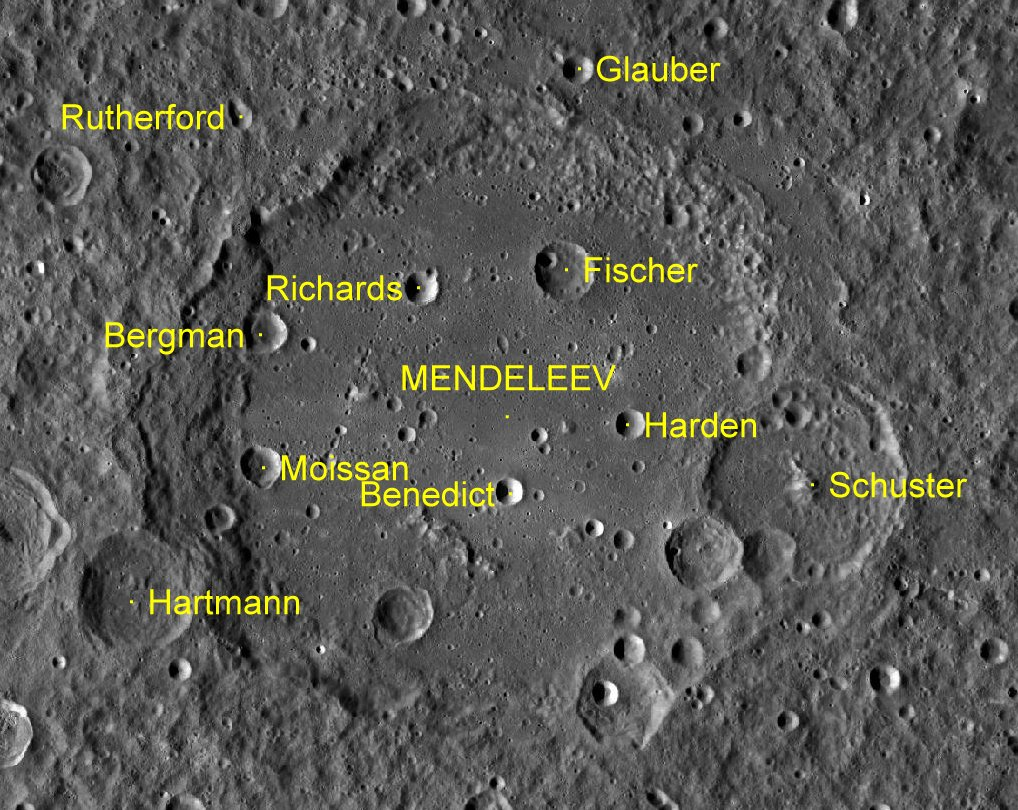
Localización de los cráteres próximos a Mendeleev

El interior casi plano de Mendeleev contiene numerosas formaciones más pequeñas a las que se ha dado nombre. Están dispuestos según una configuración aproximadamente pentagonal, que abarca gran parte del suelo interior. En el sector occidental se localizan los cráteres Bergman al oeste-noroeste y Moissan al oeste, casi en contacto con la pared interna occidental de Mendeleev. Junto con Bergman, Fischer al norte-noreste y Richards en el norte de Mendeleev forman el lado norte del pentágono. La figura continúa con Harden cerca de Schuster, y Benedict justo al sureste del punto medio de Mendeleev. El cráter más grande dentro de la cuenca de Mendeleev es Mendeleev P, situado al sursudoeste.
El resto del suelo interior es relativamente plano, por lo menos en comparación con el terreno accidentado circundante. Aparece, sin embargo, una serie de pequeños cráteres en el interior, además de los mencionados anteriormente. Un grupo de estos cráteres se encuentran cerca del punto medio del interior, y presenta varios impactos más en la parte sureste de la plataforma interior. En la mitad occidental del suelo interior se localiza una cadena de pequeños cráteres llamada Catena Mendeleev. Se trata de una alineación de impactos que se inicia cerca de la parte suroeste del interior, para rozar a continuación tangencialmente el borde occidental del cráter Richards. La línea de cráteres apunta directamente al cráter Tsiolkovskiy más al suroeste, y se piensa que puedan ser impactos secundarios del impacto principal que formó este cráter.
Incluso después de publicarse en 1961 la nomenclatura oficial de la UAI, el cráter fue conocido como "Cuenca IX" hasta principios de 1970.
El relato "Tales of Pirx the Pilot" del escritor de ciencia ficción Stanislaw Lem, se desarrolla en una base lunar situada en el cráter Mendeleev.

## Cráteres satélite
Por convención estos elementos son identificados en los mapas lunares poniendo la letra en el lado del punto medio del cráter que está más cerca de Mendeleev.
|           | \| Mendeleev \| Coordenadas \| Diámetro \| \| --------- \| ---------------------------- \| -------- \| \| P \| 2°42′N 139°24′E / 2.7, 139.4 \| 29 km \| |          |
| Mendeleev | Coordenadas | Diámetro |
| P         | 2°42′N 139°24′E / 2.7, 139.4 | 29 km    |